# Epic Mickey 2: The Power of Two
Epic Mickey 2: The Power of Two (рус. «Epic Mickey: Две Легенды») — продолжение видеоигры Epic Mickey, изданное для платформ PlayStation 3, Wii, Wii U, Xbox 360, а также PlayStation Vita. 

## Геймплей
Как и его предшественник, Epic Mickey 2 разворачивается в мире, основанном на классических и старых персонажах и достопримечательностях Диснея. Аналогично, игровой процесс в Epic Mickey 2 очень напоминает оригинал. Одним из самых больших обновлений является добавление Освальда в качестве вспомогательного персонажа для Микки; Освальдом может управлять компьютер или второй игрок. Освальд использует метод дистанционного управления, как Микки использует свою кисть, чтобы атаковать или дружить с вражескими персонажами и изменять среду по мере необходимости для выполнения задач. У Освальда также есть много других способностей, таких как полет ушей, снятие ноги, использование рук в качестве бумерангов и т. д. Есть также некоторые специальные способности, которые можно использовать только тогда, когда Микки и Освальд работают вместе. В версии игры для PlayStation 3 игроки могут использовать элементы управления движением с помощью контроллера PlayStation Move.

## Сюжет игры
Миру персонажей забытых диснеевских мультфильмов, названному Хламляндией (в первой игре Пустошь), снова грозит опасность. Спасением этого сказочного мира и его обитателей займутся Микки Маус и везучий кролик Освальд. Грозное оружие Микки — волшебная кисточка, которой запросто можно нарисовать или заставить исчезнуть все, что заблагорассудится. Освальд же вооружен чудесным пультом, позволяющим управлять электричеством.

## Отзывы
| Сводный рейтинг       | Сводный рейтинг                                                           |
| Агрегатор             | Оценка                                                                    |
| --------------------- | ------------------------------------------------------------------------- |
| GameRankings          | (Wii) 67,60 % (X360) 60,80 % (PS3) 57,83 % (Wii U) 55,42 % (Vita) 51,50 % |
| Metacritic            | (Wii) 64/100 (X360/PS3) 59/100 (Wii U/Vita) 57/100                        |
| Иноязычные издания    |                                                                           |
| Издание               | Оценка                                                                    |
| Destructoid           | 2/10                                                                      |
| Famitsu               | 32/40 (Wii U)                                                             |
| Game Informer         | 5,75/10                                                                   |
| GameSpot              | 5/10                                                                      |
| GamesRadar+           | [ 19 ]                                                                    |
| IGN                   | 6,2/10 (Vita) 6/10 (Console versions)                                     |
| Nintendo Life         | 5/10 (Wii) 4/10 (Wii U)                                                   |
| Nintendo World Report | 6,5/10                                                                    |
| ONM                   | 80 % (Wii) 57 % (Wii U)                                                   |

Epic Mickey 2: The Power of Two получила «смешанные или средние отзывы». Большинство жалоб было на проблемы с искусственным интеллектом Освальда, а также потому, что игра не исправляла проблемы, присутствующие в оригинале. GameRankings и Metacritic поставили версии для Wii 67,60 % и 64/100, для Xbox 360 60,80 % и 59/100 для PlayStation 3 57,83 % и 59/100, для Wii U 55,42 % и 57/100, а для PlayStation Vita 51,50 % и 57/100.
Журнал «Игромания» назвал игру разочарованием 2012 года. Авторский коллектив отметил, что «первая часть Epic Mickey была невероятным экспериментом. Игра работала со сбоем, со скрипом, через не могу, но работала. Это было и приключение, и RPG, и бог знает что ещё. А Epic Mickey 2 в свои лучшие (весьма немногочисленные) минуты — лишь платформер с красивыми картинками».

### Продажи
По прогнозам, Epic Mickey 2 должна была разойтись тиражом более 2 миллионов копий по всему миру. Однако, несмотря на активный маркетинг и выпуск на нескольких платформах, к концу 2012 года в США было продано всего 529 000 копий игры, что на четверть меньше, чем у ее предшественницы. После этих финансовых потерь 29 января 2013 года Disney сделала официальное заявление о закрытии Junction Point Studios, чтобы направить ресурсы на другие проекты, а Уоррен Спектор также заявил, что он «сомневается» в будущем серии.

## Отменённые сиквелы
Продолжение под названием Epic Mickey 3 изначально задумывалось как третья и последняя часть трилогии Epic Mickey. Из-за плохих продаж Epic Mickey 2, Junction Point Studios закрылась 29 января 2013 года, поэтому производство Epic Mickey 3 было отменено. Это также была одна из последних игр, выпущенных Disney Interactive Studios перед закрытием в мае 2016 года.
В 2016 году произошла утечка концепт-арта отмененного картинга на основе франшизы Epic Mickey под названием Epic Disney Racers, который должен был включать в себя ряд других игровых персонажей из наследия Диснея, включая Скруджа Макдака и Круэллу де Виль, а также Микки Мауса и Кролика Освальда.